# Leioptinus inflatus
Leioptinus inflatus là một loài bọ cánh cứng trong họ Ptinidae. Loài này được Wasmann miêu tả khoa học năm 1928.